# Mesenterialkärlsocklusion
Mesenterialkärlsocklusion är en dödligt allvarlig sjukdom. Vid proppar i artärer kan syretillförseln till tarmen stoppas. Denna syrebrist gör att delar av tarmen dör och den drabbade känner en stor smärta i magen. Med angiografi kan man konstatera sjukdomen, och då kan proppar och skadade delar av tarmen opereras bort.